# Jean-François i el sentit de la vida
Jean-François i el sentit de la vida és una pel·lícula catalana dirigida per Sergi Portabella, estrenada l'any 2018.

## Argument
Francesc, un nen solitari de tretze anys, descobreix a l'escola el llibre "El mite de Sísif", del filòsof Albert Camus, pel qual queda fascinat. A partir d'aquest moment es farà dir Jean-François, es puja el coll de la jaqueta, i decideix convertir-se en existencialista. El seu nou objectiu serà anar a París a trobar Camus. Lluna, una adolescent que viu el present, l'acompanyarà en la seva aventura amb una única condició: parar pel camí per retrobar-se amb el noi francès amb el qual va tenir una història l'estiu passat. Junts emprenen un viatge per, amb Camus o sense ell, descobrir quin és el sentit de la vida.

## Repartiment
- Pau Durà:	Doctor Martí
- Claudia Vega:	Lluna
- Eudald Font:	Rai
- Théo Cholbi:	Philippe
- Xavi Sáez:	Pare Francesc
- Max Megias:	Francesc / Jean-François
- Àgata Roca:	Bàrbara
- Enric Ases:	Professor Altayó
- Enric Arquimbau:	Mossèn
- Adeline Flaun:	Dona francesa
- Cedric Chayrouse:	Agent gendarmeria
- Sophie Ostria:	Conductora
- Eli Iranzo:	Directora escola

## Crítica
- "Petita road movie de la qual lluita per sortir un exercici d'estil meitat colorista, meitat filosòfic, la pel·lícula mai perd el caràcter, i conjuga el to intimista amb el joc formal, ben sustentat per la naturalitat del joveníssim Max Megías (…) Puntuació: ★★★ (sobre 5)"[2]

- "Emocionant apologia dels llibres com a eterna i cabalosa font de saviesa, i ferma condemna del bullying (…) Puntuació: ★★★★ (sobre 5)"[3]